# 八仙樂園彩色派對火災的訴訟與賠償

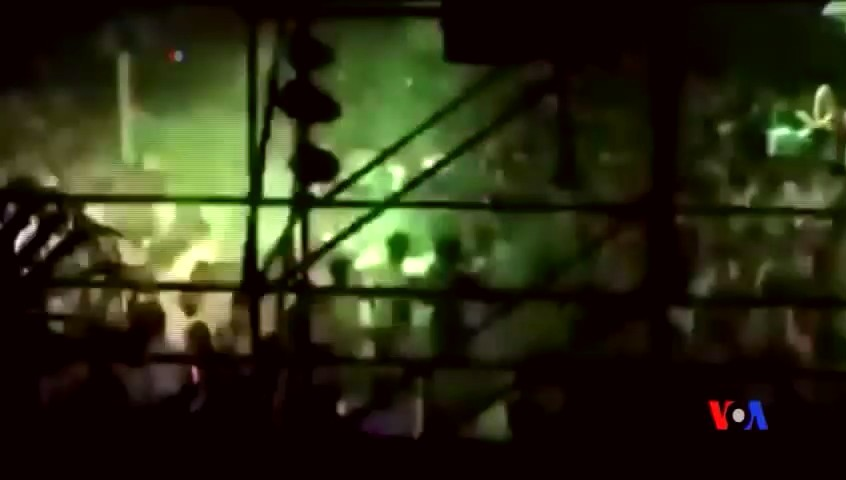
火災之前20秒，派對青年在舞動

八仙樂園火災指2015年台灣八仙水上樂園舉辦的「彩色粉末」派對，在晚上8時32分僅長40秒的火災，即時燒傷499人，15死。死傷多為年輕人，學生佔了一半（255人）。
刑事訴訟，僅派對負責人呂忠吉被起訴，判五年；八仙樂園管理層檢方不起訴處分，檢方理據、八仙樂園背後政商人脈受質疑。民事賠償訴訟方面，至2024年7月僅14名傷者結案，此14人分別獲賠300萬至700餘萬台幣。針對政府部門怠職的國家賠償1.2億元案，2019年10月士林地院一審駁回。2022年1月高等法院二審駁回上訴。2023年7月26日，最高法院宣判：原判決關於駁回上訴人之上訴，及該訴訟費用部分廢棄，發回臺灣高等法院。

## 裁決前已知安全過失

### 彩粉燃點低

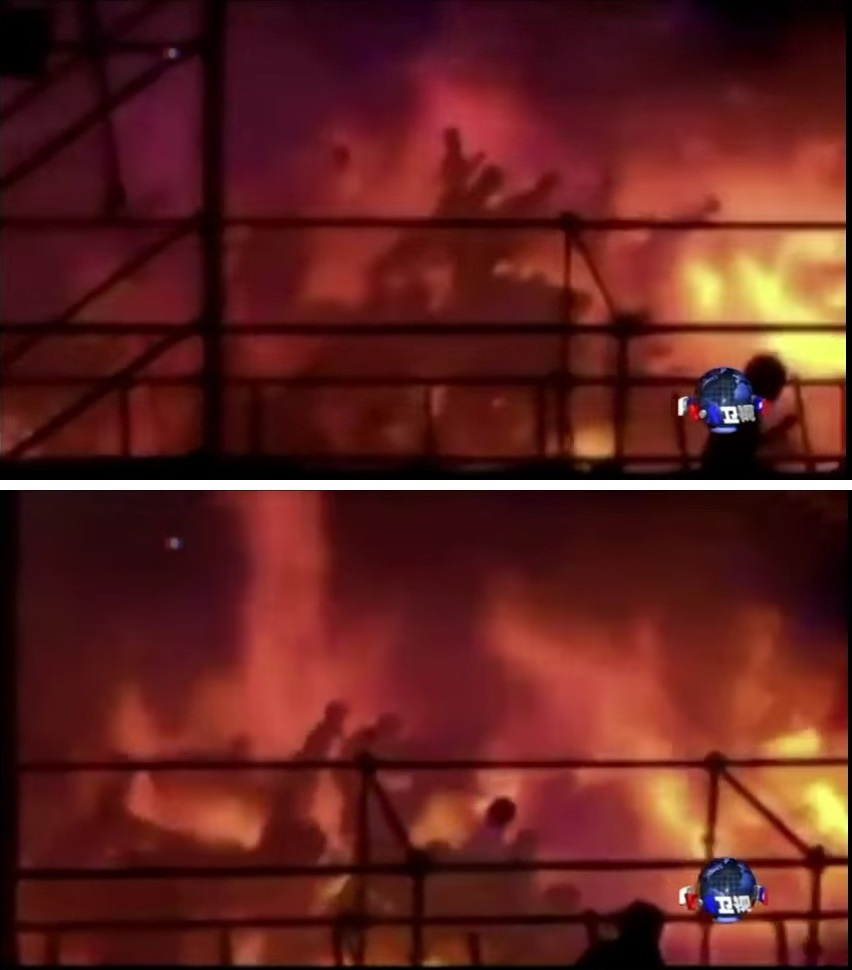
身穿泳衣的派對青年，皮膚在火海岌岌可危

派對用的色粉，成份為玉米澱粉及食用色素，一直強調達到「食用級別」，然而從未提及粉末的「防火性」。
據新北市消防局報告，紫色的玉米澱粉（自燃點369°C）噴射時粉末飄向舞台射燈，被散熱抽風扇吸入，經表面温度447°C的燈泡引燃（超過玉米粉自燃點），火舌由排風口竄出，引發火災。

### 工作人員滅火變助火
火勢約6秒內只剩零星的火頭，然而，工作人員沈浩然急著想救人，竟拿二氧化碳高壓氣瓶噴射意圖滅火，卻反把已沉澱的彩粉粉塵攪動起來，結果滅火反成了助火，被噴灑的區域從零星火苗變成一片火海，造成更多人受傷。

### 噴彩粉沒安全措施
起訴書亦指出，派對負責人未對工作人員做安全訓練，未告知工作人員與參加者色粉有火災之危險，沒隔離色粉（可燃物）與舞台燈光（熱源），亦沒管理噴射色粉之人員、時間、次數、數量。

### 災後沒廣播、沒指揮、沒逃生路線
八仙樂園在第一時間沒任何廣播，現場亂成一團。
消防員批評「躺在地上哀號的傷者至少百名以上，但園區內通路狹窄彎曲、標示不明，許多遊客為逃離現場，互相推擠拉扯，甚至有人遭踩踏，救護車須與人爭道，即便順利載到傷者，卻又因蜿蜒路線拖了半小時才送出。」「自行就醫與自行逃離的民眾，與來找孩子的人和車在入口處擠成一團．救護車必須與人爭道，活動會場沒急救設施、擔架，也沒工作人員指揮。」

## 刑事裁判

### 八仙樂園管理層：不起訴
三名管理層被檢控：八仙董事長陳柏廷（弟弟）、總經理陳慧穎（姐姐）、行銷總監林玉芬。2015年10月16日全部不獲檢察官起訴，燒傷者律師不服，三次提訴均被駁回，雙方爭執論點分為「管理層有沒參與營運」、「八仙樂園出租的園區範圍本身沒申請執照，泳池更是違法建築」兩大類，如下：

#### 爭執點——是否參與營運？
- 一，檢察官：董事長陳柏廷從未實際參與公司營運，公司所有印章（包括陳柏廷自己印章）也放在八仙樂園裡，且陳柏廷同時擔任數家公司負責人，無須負過失責任。[14]

- 律師：如此理由成立，這鼓勵實際負責人利用下屬的「人頭」，將公司經營（包括其印章）交由下屬，自己兼營多家公司，來規避義務及責任。

- 二，檢察官：總經理陳慧穎對派對活動內容、流程、工作人員至門票銷售等均未參與，更無決策權，不符消費者保護法所稱之「企業經營者」，由此沒有防止義務，無須負過失責任。[14]而且，租賃契約明訂，八仙只出租場地，派對活動、法律安全衛生責任皆由租場方負責。[13][15]

- 律師：派對以八仙樂園的商標、服務和設施冠名宣傳，並以搭售、聯票方式賣門票獲利，八仙樂園更藉此活動推銷鄰近住房。由此，八仙也是活動的「共同承辦人」，雙方絕非單純的房東房客，而是互蒙其利。八仙樂園有「應注意、可注意而未注意」的疏忽，陳柏廷、陳慧穎等人應負業務過失致死、過失傷害。檢察官的論調，是認同八仙「只享利益，不負責任」，殊不符本案事實，亦不符法律規範之精神。

- 三，檢察官：台灣沒有規管戶外活動的消防規範，以室內標準而言，八仙樂園消防合規。[13]加上活動現場起火至熄滅僅40秒，就算提高八仙樂園的注意義務，仍無法即時排除火災。[15][17]

- 律師：沒回應。

#### 爭執點——園區未獲執照、是違法建築，樂園應負責任？

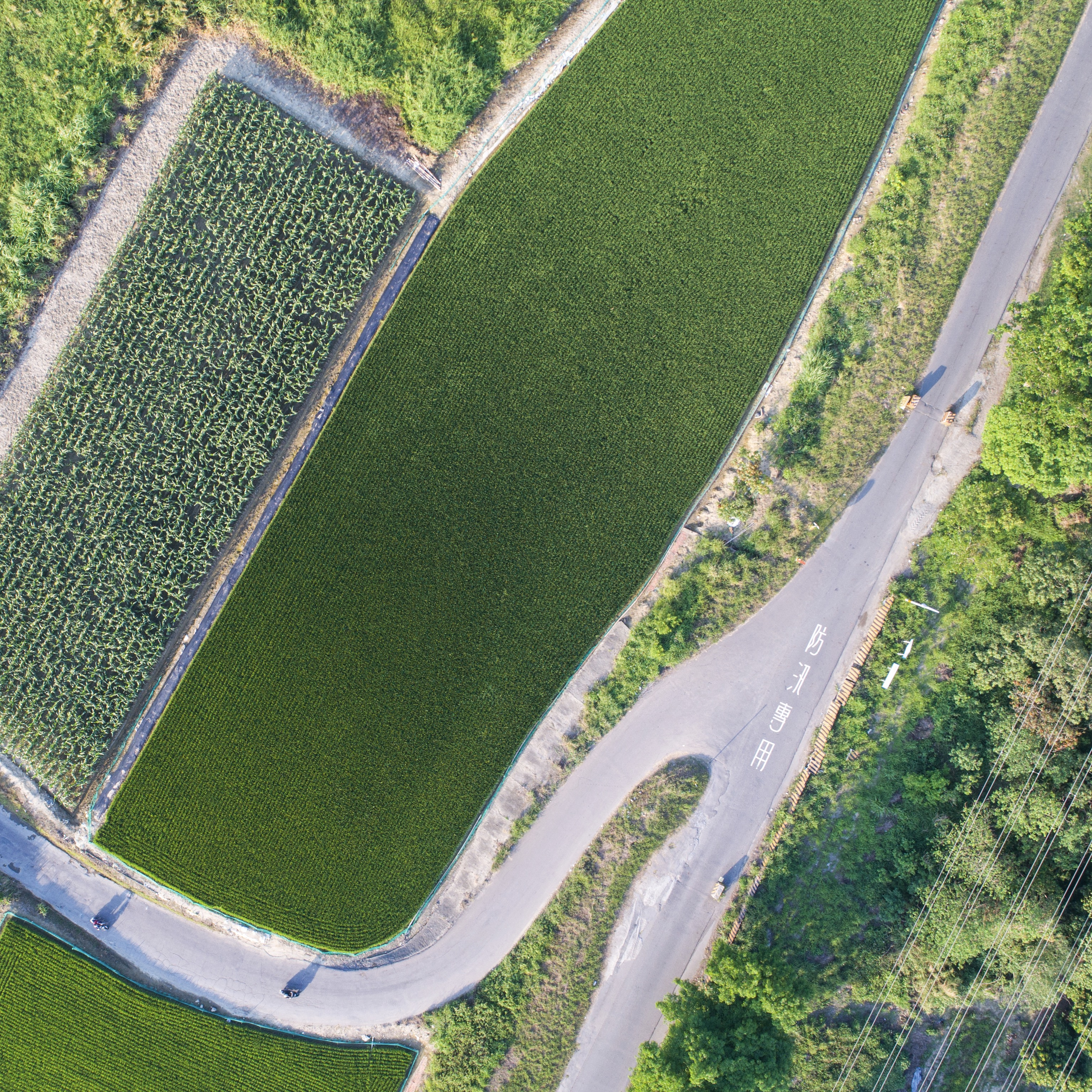
地契屬農業用地，八仙樂園是違法建築，也沒對該違法建築的園區申請游樂設施執照。（本圖並非在八仙拍攝）

- 四，檢察官：出租的園區範圍未申請「觀光遊樂執照」，屬實；但《觀光遊樂業管理規則》只規管「執照範圍內的設施」，「執照範圍外的土地」不受管。[14]

- 律師：在營運範圍「外」違法提供休閒場地營利，竟不算違法，有悖常理。

- 五，檢察官：八仙樂園「大堡礁泳池」園區是國有財產局租給八仙樂園的農業用地，本為農業用水池，契約指明得保持「原有之使用」；八仙樂園將之改造為游泳池，形狀與範圍與原有相近，沒違法。 [14]

- 律師：原為農業用水池，被改為水上遊樂設施，焉能算保持「原有之使用」？而且，這設施未經報准興建，在違章建築發生火災，八仙豈有不用負責之理？

#### 八仙管理層在政界、司法界人脈
多家報章指出萬海航運（八仙樂園母公司）有良好的政商關係。
萬海航運有兩次向陳水扁家族政治獻金的記錄，均沒違法。2006年時任總統陳水扁兒子陳致中婚禮，八仙董事長陳柏廷送百萬鑽表及禮券為賀禮。2009年特偵組偵辦二次金改案，總統夫人吳淑珍向檢方承認銀行保險箱其中3,000萬元是萬海少東陳致遠的政治獻金。
萬海航運亦刻意經營司法人脈。1996年，陳柏廷成立龍馬會高爾夫球隊，包括檢察長、法務部參事、法官等人加入，造成「富商經營司法人脈」批評。2001年監察院調查，多位檢察官、法官被調職冷凍，其中法官林政憲轉任律師，成為本次八仙火災案陳柏廷的其中一位辯律師。

#### 律師團在檢察界的人脈
八仙樂園的律師團由台灣前任最高法院檢察署檢察總長陳聰明領軍。陳聰明委派女婿、曾任台北地檢署主任檢察官的絲漢德，為八仙董事長陳柏廷辯護。絲漢德經歷有：2011年臺灣塑化劑事件（統一企業購買起雲劑案）、高鐵炸彈客案。而替八仙總經理陳慧穎辯護是前台北地檢署黑金專組的曾益盛律師，經歷有：SOGO禮券案（台灣第一夫人吳淑珍涉案）、紅火案（金融內線交易弊案）。家屬批評檢方只起訴呂忠吉，卻不追究八仙樂園管理層，是只抓小、不抓大。

#### 訴訟時序
士林地檢署在2015年10月16日偵結本案，決定不起訴八仙樂園管理層，後來在2016年10月、2019年6月再度決定不起訴。臺灣高等檢察署在前兩次發回續查，於2019年11月11日再議駁回，檢方不起訴處分確定結案。被害家屬隨即轉向士林地院聲請交付審判，2021年8月25日士林地院法官裁定駁回交付審判。

### 派對負責人：判5年

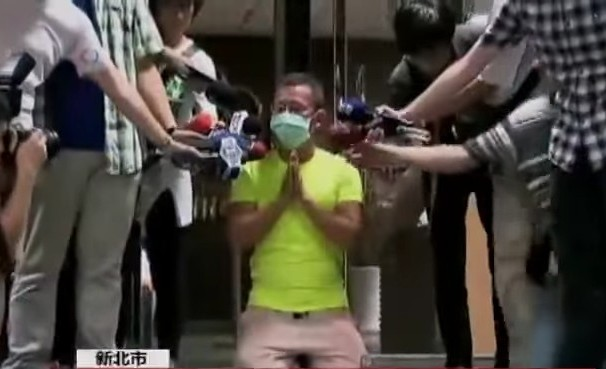
火災翌日，在火災裡毫髮無傷的呂忠吉雙手合十下跪，此火災最代表性的新聞照

法官認定呂忠吉的責任：「活動現場之總指揮、總負責人，知悉派對活動中使用色粉具有引發火災之危險、危害購票入場之消費者之安全與健康之虞，依《消費者保護法》第7條及第10條之規定，負有於派對中停止使用色粉以確保服務安全之客觀注意義務，[...]疏未注意採取相關防範火災危險發生之有效措施，而未盡其防止火災發生之保證義務」。呂宗吉一再以活動流程表證明他離開舞台後的時間段並沒規劃要噴彩粉、是沈浩然自作主張噴粉末（註：兩者皆屬實），惟一審裁決認為「呂忠吉離開舞台時，復未告知友人沈浩然不要再噴射色粉」。
一審2016年4月26日士林地方法院宣判，法官批評呂忠吉至今未賠償家屬、沒赴靈堂致歉，但考量他無前科且認罪，依最重本刑5年的業務過失致死罪等罪，判刑4年10月。二審，2018年5月8日高等法院宣判，有期徒刑5年，併科罰金新臺幣9萬元。三審，最高法院審判長法官陳世淙在2018年12月12日宣判，駁回呂忠吉上訴定讞。

### 導致起火的工作人員：不起訴
將彩色粉末噴入舞台燈光直接導致起火的工讀生盧建佑、擅自將盧建佑叫上台噴粉的沈浩然（呂忠吉友人），士林地檢署在2015年10月16日偵結本案，均決定不起訴二人。檢察官認為盧建佑是免費進場的不支薪兼職工作人員，又是沈浩然臨時叫他上舞台噴發色粉，而且呂忠吉未對其做過完整訓練，因此認定盧建佑無注意能力、也無注意義務，因此不起訴。而粉末着火並非源於沈浩然的噴射，所以他不起訴處分。
起火後，沈浩然拿二氧化碳高壓氣瓶，朝舞台下方噴射意圖滅火，卻反把已沉澱的粉塵攪動起來，他的錯誤滅火導致死灰復燃。但這一方面沈浩然沒有被任何追究。

## 民事賠償

### 釀火的工讀生的賠償責任
2015年10月士林地方檢察署不刑事起訴釀火的工讀生盧建佑，燒傷者不服，2020年民事起訴他，指他剛在國立臺灣科技大學電子工程系修畢大一化學和大一化學實驗課，對於他噴出的粉末被舞台燈點燃、以及他向燃燒中的粉末噴射「滅火氣體」會擴大粉塵燃燒火勢的後果應有注意能力。法官認為起訴人沒有舉證該兩課有粉塵燃燒和玉米粉燃點的知識內容，加上盧建佑是20時被臨時叫喚上台操作氣瓶，無接受正確安全培訓（註：盧建佑本來負責搬運色粉和填裝派對螢光漆，
工作不以現金支薪，但得以在19時下班免除新台幣1000-1500的派對門票以一般游客身分參與派對），法官認定盧建佑在法律上無注意能力也無注意義務。盧建佑由國立臺灣科技大學EMBA校友李雅萍律師義務代理。

### 負責人的賠償責任

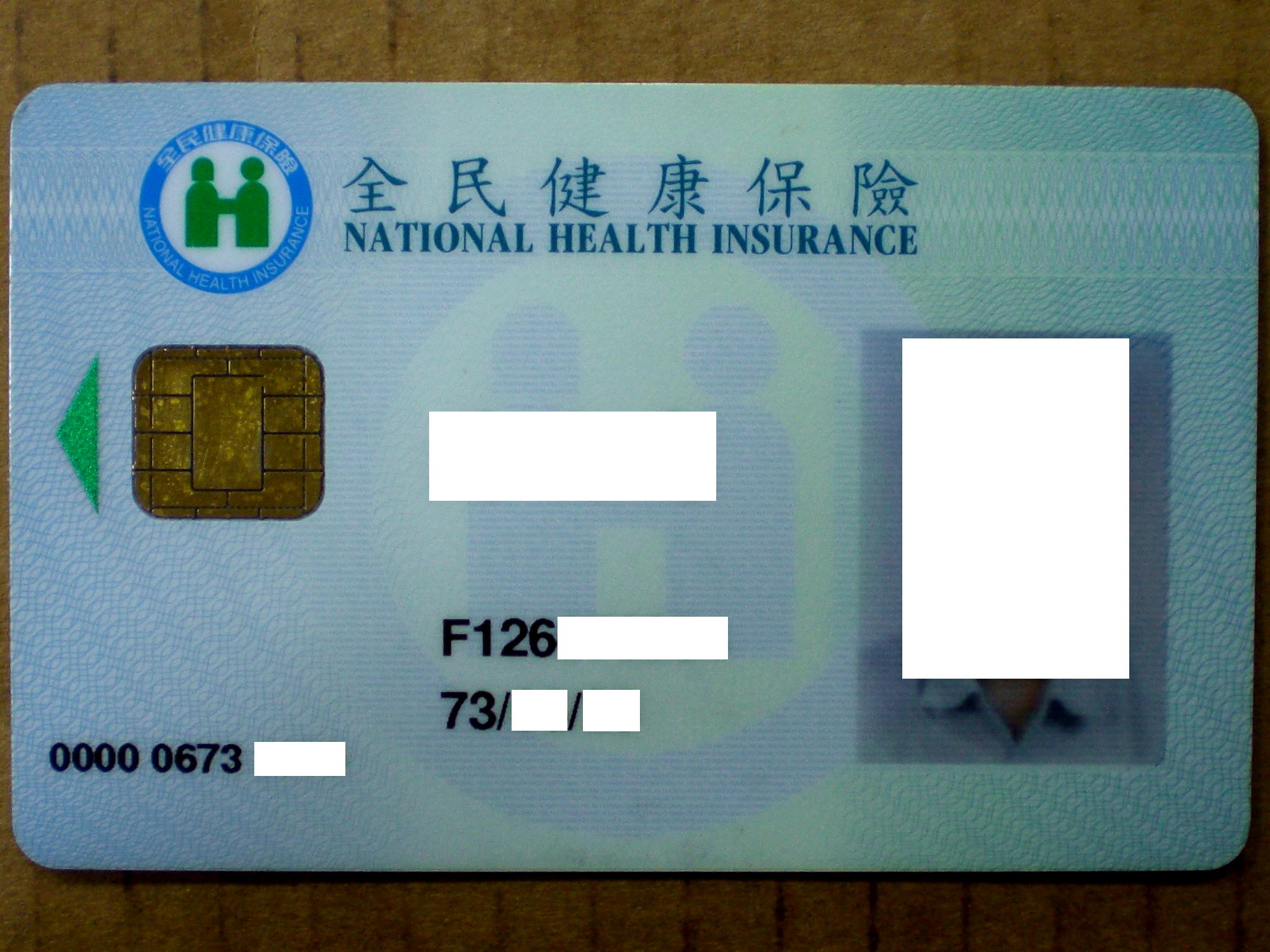
1年內，台灣全民健保花7.65億台幣醫治燒傷者

賠償訴訟有團體訴訟2件（由消基會代表435人），至今尚在一審；未參與團訟的，43名被害人分為15案提起訴訟，共1億3962萬多元，至2020年6月宣判了2件。事發三年至2018年，呂忠吉沒拿出過半毛錢賠償這些死傷者。
團體訴訟方面，2018年4月2日開庭，消基會律師團受435位受害者委託，要求八仙樂園及呂忠吉民事賠償近99億元（2016年第一波共98人求償26億546萬4888元，2017年第二波共337人求償72億9331萬1605元，分別由不同法官審理中）。其中每位死者家屬各請求5千萬精神慰撫金。消基會召集律師吳榮達坦言，每位受害者的求償狀況有異，「一審若能在3年內結束，就很了不起了」；傷者勞動力損傷鑑定為此案關鍵且較複雜部分，先前決議由北中南3家榮民總醫院為傷者鑑定損傷，以利統一鑑定標準。因為醫療鑑定至2020年6月尚未完全出爐，審理進度十分緩慢。
消基會召集律師吳榮達批評萬海航運（八仙樂園母公司）委託律師的訴訟策略令受害家屬難堪：
- 傷者醫療復健收據少則幾十張，多則上千張，而萬海航運律師又幾乎對所有單據進行攻防。家屬往醫院照顧的交通費，萬海航運律師質疑交通費不屬於被害人的必要費用，又要求法院向醫院函查受害人是否有全天照顧的必要性。「樣樣都要舉證，對被害人而言，無疑是另一種折磨。[...]如此來回攻防，像是被迫要一再掀開傷疤。」[23]
- 中國、新加坡、美國籍的被害者，對方律師也要求所有費用資料都要經過公證或認證，當被害者收到消基會轉達的訊息要去公證時，消基會秘書長吳榮達說「真的是滿殘忍的，他們或家屬還得要很辛苦地去跑流程。」[23]

關於鑑定費，消基會召集律師吳榮達2018年4月24日表示，死傷本人或其家屬委請消基會提出民事賠償，依法整體案件僅需負擔6600元的訴訟費，不必再額外支出其他費用，至於被害傷者的日後傷勢鑑定費，金額2萬5000元以下原則由新北市政府、動用善款支應，超出部分才由死傷本人或其家屬負擔，但依目前已支出的鑑定費用，每件約在1萬多元，家屬應該不須再額外支出。

#### 2020年：首兩起成功
2020年5月29日判決指出，林沛茹在塵爆事件時年僅17歲、受到全身53%燒傷，求償醫藥費、精神慰撫金等共567萬，法院判准。玩色、瑞博公司在本次活動中，獲利約420萬，法官考量林女損失、訴訟成本，認為按《消費者保護法》應再判賠150萬懲罰性賠償金，共判賠林沛茹717萬元。至於林沛茹父親求償的精神慰撫金100萬元，判決認定林父在女兒受傷期間，僅有短暫分離，其餘時間仍正常互動，法官認為林父權益未受重大影響，認定他求償無理被駁回。而八仙公司在此案免負賠償責任。
2020年6月30日第二起判案。事發時18歲的薛姓女子，體表面積約42%燒傷，且因此事故造成體表面積近23%永久性無排汗功能，判定玩色、瑞博公司須賠償薛姓女子共計332萬餘元，八仙樂園等免賠。。

### 律師估算傷者賠償額
484名傷者的賠償額分為三大項：醫療費、勞動能力減損、慰撫金。2015年7月有律師估算，三者加總至少25億新台幣，平均每人517萬新台幣（換算為美元，加總約合7,900萬美元，平均每人16萬美元）：
- 醫療費賠償方面，乃實支實付。引用媒體與新北市政府之估算[47]，保守估計10億元。[46]
- 勞動能力賠償方面，燒傷80%以上的21人達83%勞動能力減損，燒傷40-80%的227人達53％勞動能力減損。以台灣最低工資約2萬，被害者年齡25歲計算，每人終生勞動能力約2萬＊12＊40＝960萬，總和為960萬＊（21＊83%＋227＊53%）＝13.2億。這天價已以最保守的標準估算，並忽視了40%以下燒燙傷的250人。[46]
- 慰撫金賠償方面，原則上傷勢越重，慰撫金越高。傷勢最嚴重的80％以上燒燙傷者，慰撫金達100萬以上的機會非常高。保守估計499人的慰撫金平均為40萬元，總額約為2億元。[46]

至於死者，「觀察我國司法判決實務，被害者家屬得請求的慰撫金、扶養費用、喪葬費用總和，大約落在200萬至500萬間。保守估計，被害者死亡之賠償金總額，以300萬元計算。」

### 財產暫管訴訟（對八仙樂園）

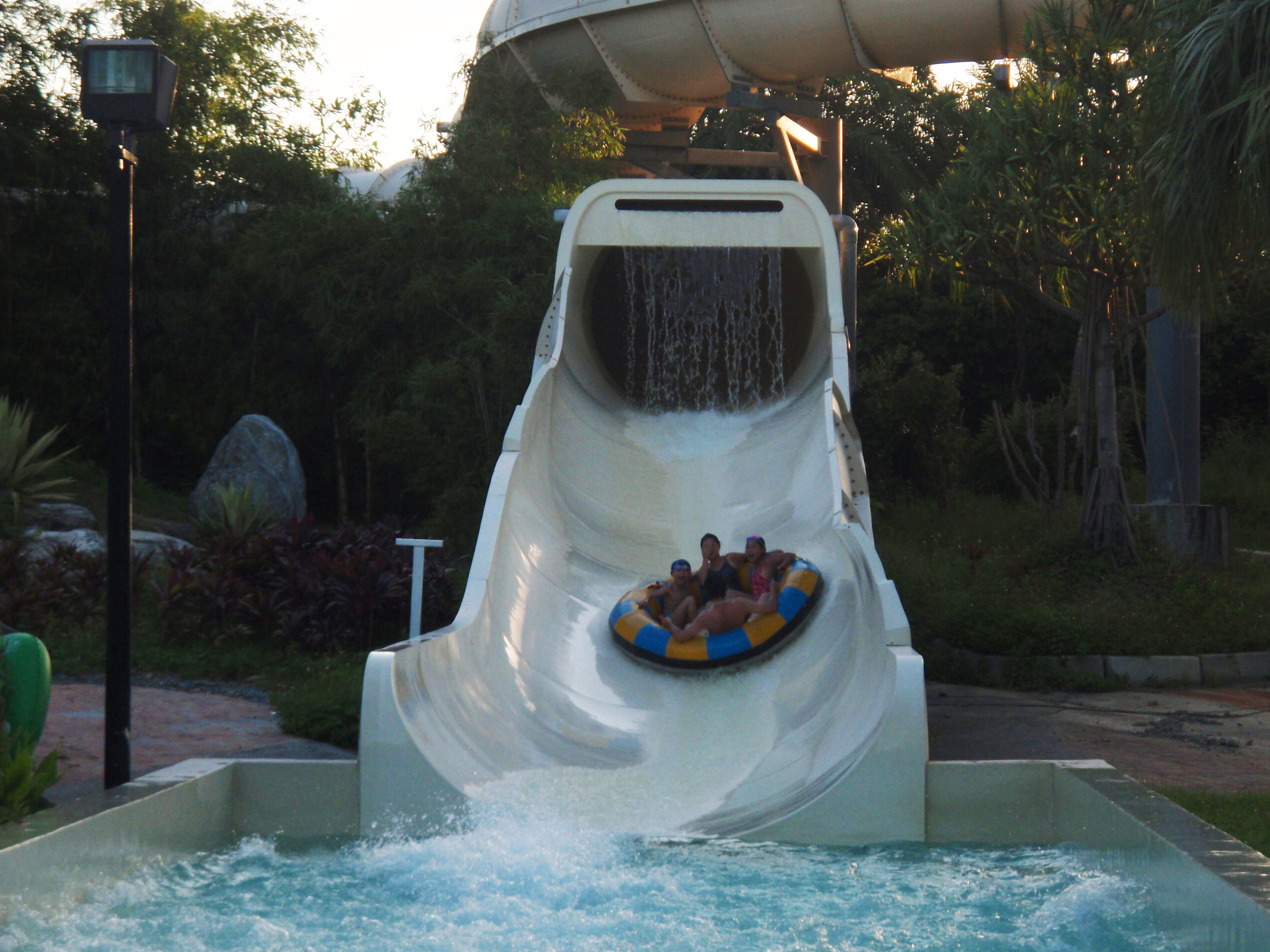
八仙樂園「幽浮迷航」水泡滑水道

為免被告轉移資產逃避賠款，八仙樂園與派對負責人呂宗吉被財產暫管（台灣慣稱「假扣押」，「假」即日語「暫時」）。三波行動共扣押：八仙樂園公司資金1.69億、八仙樂園75筆土地及5筆建物，市值45億、陳柏廷名下財產5.07億。被扣押多數是八仙的資產，僅120餘萬元是呂的公司資產，而呂的名下財產竟是0元。不過扣押的金額太低，不足以賠償每人數百萬的賠款。
活動負責人的現金方面，新北市政府2015年7月13日向國稅局調查，發現他沒收利息亦即沒存款，名下也無不動產，沒財產可扣押；市府還發現，呂曾欠四家銀行共60多萬元卡債，遭銀行追討，懷疑呂可能用他人名義存款躲債。
八仙樂園的現金方面，2015年7月2日士林地方法院裁准扣押1.69億。其後八仙樂園董事長陳柏廷被扣押5.07億元，最高法院2016年6月22日定讞。新北市政府三波扣押，因對方律師質疑政府提供擔保的合理性，原本面臨窘境，正好立法院修正《法律扶助法》，新北市政府法制局以換保方式完成扣押，陳柏廷抗告均被駁回結案。
八仙樂園的不動產方面，法院裁准扣押75筆土地及5筆建物。八仙擁有的3.08公頃未開發精華地，也被扣押。這3.08公頃土地緊鄰「新北市台北港特定區娛樂專用區」，以該區土地1坪市價約55萬元估算，該地價值45-50億元。規劃中的台北港特定區娛樂專用區，10.24公頃，未來新北市府徵收土地後，規劃興建度假酒店、購物中心及大型遊樂園，打造成「台版迪士尼」。該土地因被扣押，不能買賣和開發。

## 監管部門責任

### 沒任何處分：火災前一個月的「消防檢查」、「救難演練」胡混通過

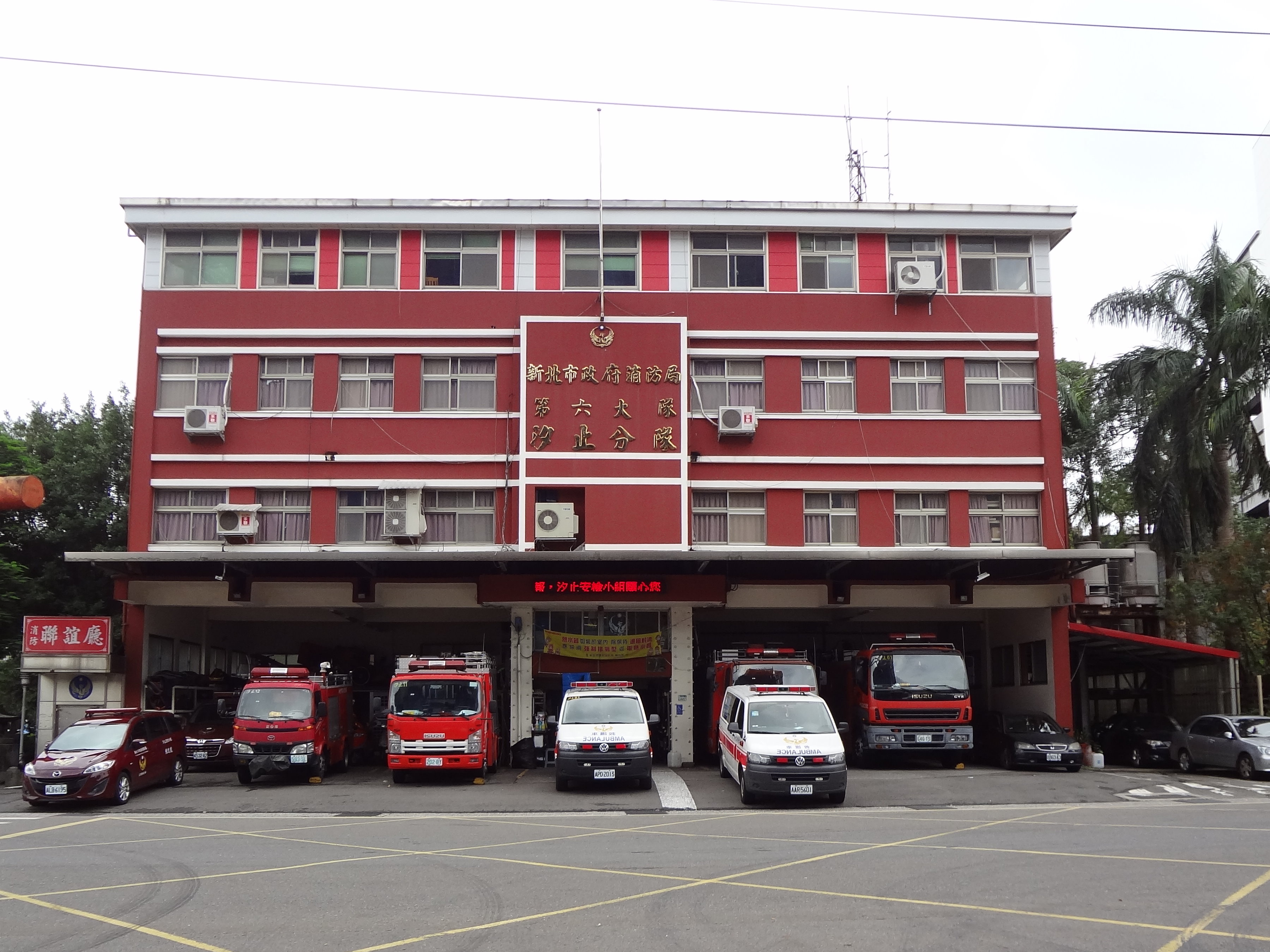
台灣消防

2015年5月19日八仙樂園由新北市政府消防局做消防安全設備檢查，6月18日八仙樂園進行「緊急救難及醫療急救系統演練」，兩者都予以通過。然則6月27日八仙樂園火災時，樂園方的消防應變與救難廣受批評。督導的公務員沒受行政處分。
5月19日，八仙樂園由新北市政府消防局做消防安全設備檢查，緊急廣播設備合格，消防水龍與滅火器操作亦合格。惟真的發生火災時，工作人員手腳大亂，新北市政府消防局第三救災救護大隊副大隊長張志民批評：「在園區部分第一時間沒有廣播，造成民眾不知道去做逃生、或是說去那裡做處置。」記者發現，八仙工作人員在消防檢查時，消防水龍與滅火器的操作都有消防員在旁陪同，真的火災時就忘了操作。
6月18日「救難演練」在後來受兩點批評：一，不包含大型災難演練；二，包含的演練內容也胡混通過。下分述之。一，演練模擬緊急通訊、跌倒、骨折、溺水等四種危難情況。其中骨折和溺水的演練假設只有一名傷者，沒訓練如何統籌大規模急救，也沒有訓練如何送出大量病患逃離現場。二，演練內容是包括了「消防車由側門的員工出入口駛進」一項，惟6月27日彩色派對發生火災，消防車到場發現側門路線狹小、阻礙物多，無法出入；由於這演練乃由新北市政府觀光旅遊局督導，另有市消防局和市衛生局派出科員列席共七人，並於火災前一天6月26日簽發「安全維護檢查紀錄表」——一份評估樂園能否營業的文件——並批上結論意涵含糊的「准予備查」，6月27日火災後臺灣士林地方檢察署傳召相關科員質詢「『准予備查』究竟是合格或不合格」，他支支吾吾。最終無任何公務員為此而受行政處分。

### 申誡：巡視科員收免費門票
士林地方檢察署在火災後搜查八仙樂園辦公室，查獲帳簿載有給予巡視的官員免費公關門票。最終一名新晉科員被行政申誡了事。
新北市政府衛生局一名新晉上任3個月的科員坦白，6月18日「救難演練」時，八仙樂園塞了一個信封給他，內有門票。輿論嘩然，懷疑同場7名科員均有收賄放水令「救難演練」與「安全維護檢查紀錄表」過關。新北市政府政風處調查結論是，只有那一名坦白的新晉上任3個月的衛生局科員一人收了門票，其他6名到場督導的科員沒查出問題。因為違反《公務員廉政倫理規範》跟《公務員服務法》「受贈物不得超過新臺幣3000元」的規定，屬行政疏失，對他一人予以行政申誡。士林地方檢察署至2016年4月都沒有分案偵查，所以更談不上起訴或是不起訴。
有檢察官指出，《貪污治罪條例》中的「違背職務收受賄賂罪」認定標準嚴格，在本案裡收票官員須「明知安檢出現問題，進而竄改或偽造安檢紀錄表，積極協助業者過關」才可能構成罪行，所以事件只屬行政疏失，檢方難以刑事起訴。

### 監察院糾正部門：八仙樂園在農業用地、沒執照事件

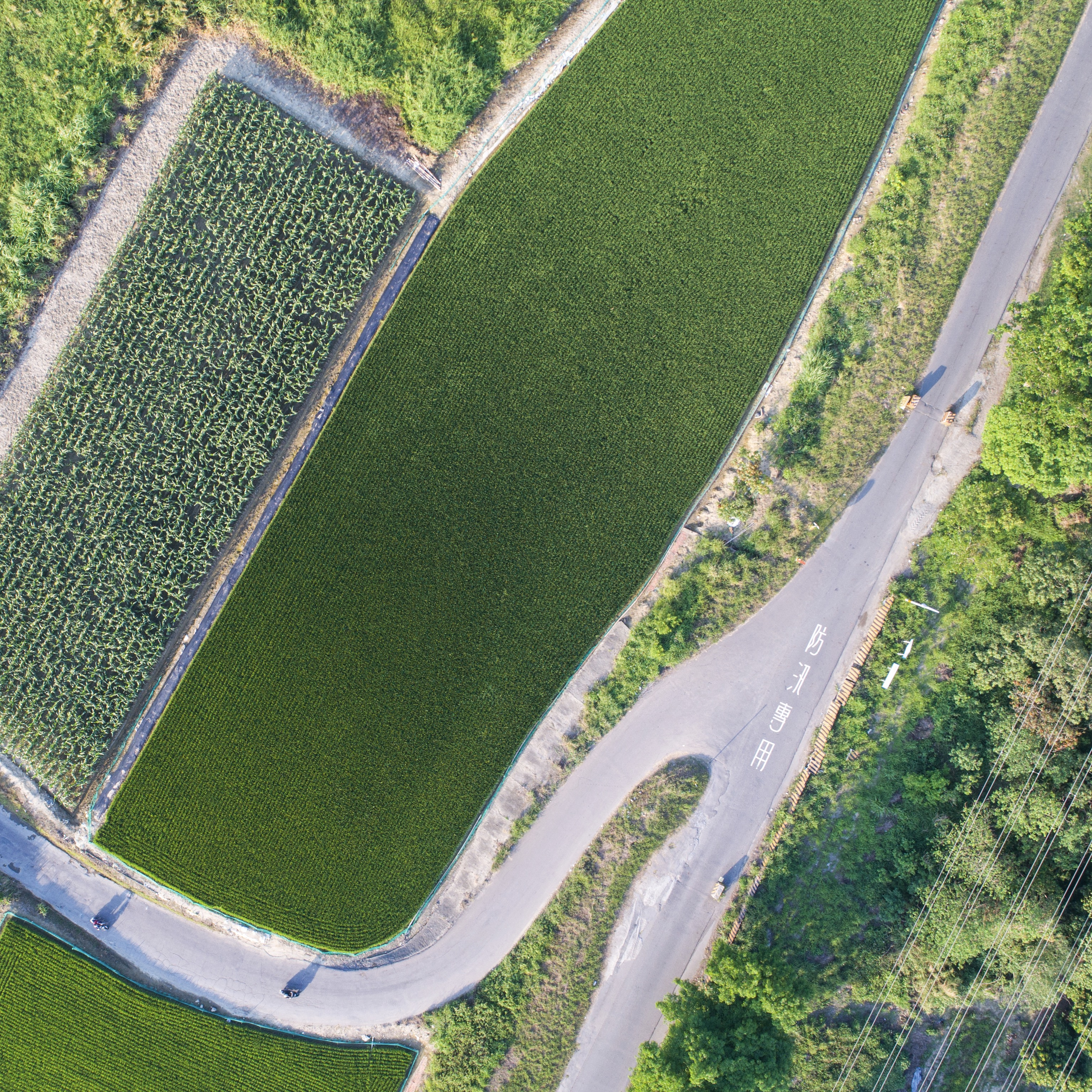
地契屬農業用地，八仙樂園是違法建築，也沒對該違法建築的園區申請游樂設施執照。（本圖並非在八仙拍攝）

派對所在的游泳池屬於未經批准擴建的「快樂大堡礁」園區，該園區土地在地契裡應屬農業用地，所以園區是違法建築應被拆毀；八仙樂園並沒對該違法建築的園區申請游樂設施執照，乃違法經營游樂設施；而且該農業用地乃國有土地，契約禁止轉租他人，派對本不應租得到該場所。由此，2016年5月10日監察院召開交通及採購委員會、內政及少數民族委員會、財政及經濟委員會聯席會議，通過監察委員江綺雯、包宗和、方萬富三人聯合提案，糾正交通部觀光局與新北市政府：
- 一，觀光局怠忽其對觀光遊樂業之審查及監督職守，罔顧八仙樂園業者恣意「擴大營業」至未經核准範圍，事後始查覺此違規行為卻仍未依法裁處，核有違失。[63]
- 二，觀光局近年來除未就八仙樂園對外宣傳之遊樂設施逐一查核，致其導覽圖所載15項遊樂設施竟有8項未經核准而不知，又未落實辦理觀光遊樂業年度督導考核競賽及例行檢查工作，在在凸顯其督考獎助措施失諸草率流於形式主義，洵有疏失。[63]
- 三，觀光局先前協助八仙樂園業者排除適用《游泳池管理規範》之後，並未釐訂水域遊樂設施完整配套之安全檢查項目，肇致攸關旅遊安全維護部分之重大管理疏漏，實有欠當。[63]
- 四，新北市政府未善盡地方主管機關職責，涉有相關行政管理疏失，亦未落實執行八仙樂園所有水域遊樂設施安全之定期檢查工作，相關失職人員均難辭其咎。[63]

## 國家賠償訴訟：指控3部門怠職
士林地檢署在2015年10月16日偵結火災案，無公務員被追究刑事責任；2017年11月9日，16名受害者家屬提起1億2,000萬元之國家賠償訴訟，指控八仙樂園「快樂大堡礁」（游泳池）未取得使用執照、消防局未公告管制噴放可燃性微細粉末，以交通部觀光局、新北市政府與內政部消防署怠於執行職務，求償新台幣1億2000萬元。網絡廣泛流傳批評「私人娛樂派對出事國家買單」、「自己愛玩憑什麼要全民買單」、「國賠給加班的醫生比較實在」等語，被認為是對台灣公共資源長期遭濫用的情緒爆發。
2019年10月1日士林地方法院一審判決駁回，判決理由說明：
- 觀光局歷年檢查僅消極督促、提醒八仙樂園就未取得使用執照及核准使用設施，不得開放遊客使用，長期容任八仙樂園違法擴張經營面積，又讓「快樂大堡礁」等違法設施開放使用，而未對八仙樂園為定期停止其一部或全部營業處分，有過失。[65]
- 「快樂大堡礁」坐落土地為農業區，新北市政府怠於處以八仙樂園罰鍰、勒令拆除，又未落實檢查，長年容任「快樂大堡礁」等違法設施存在，也有過失。但該塵爆案是全球首例戶外塵爆事故，消防署無預見的可能性，未怠於執行職務。[65]
- 「快樂大堡礁」通常使用狀態必須注水，且僅供游泳、戲水，附屬陸地空間有限，無法舉辦類似彩色派對等活動，沒有發生塵爆的可能，但呂忠吉承租當時乾燥的「快樂大堡礁」辦派對，環境、條件不同，又因人為疏失導致塵爆，顯然為偶發的獨立事件。[65]
- 觀光局、新北市政府所屬公務員雖有怠於執行職務的行為，但與該案損害無相當因果關係；至於消防署未有怠於執行職務的行為。[65]

2022年1月高等法院二審駁回上訴。2023年7月26日，最高法院宣判：原判決關於駁回上訴人之上訴，及該訴訟費用部分廢棄，發回臺灣高等法院。
2025年2月25日，台灣高等法院更一審首次判准本案的國家賠償，認定交通部觀光局與新北市政府在監管上有過失，需對部分受害者家屬負擔賠償責任。法院裁定7名罹難者家屬可獲得總計2,100萬元的精神慰撫金，每人300萬元，這是本案發生近十年來首次判定政府須負部分責任。
法院指出，交通部觀光局早在事故發生前多年便知悉八仙樂園內部分設施未取得使用執照，但在歷次檢查中僅反覆要求改善，未依法裁罰或勒令停業，監管上有明顯疏失。同時，新北市政府也在多次例行考核中發現樂園內的違規設施，卻僅作形式性紀錄，未採取實質監督措施，導致違規設施長期營運，間接造成後續事故發生。最終，法院依據監管不力的認定，判決政府需承擔部分賠償責任。該判決仍可上訴。

## 受害者的態度
新北市府人員透露，經過5年，大多數被害人及家屬已較少聯絡，多數人對於參與訴訟也失去積極態度，因為被害人及家屬多邁入新生活，或者不願意再提起往事，希望心情與生活不再受干擾，只能靜待司法判決還他們公道。

## 外部連結
派對參加者GoPro第一視角
- Ken TV. . YouTube. 2020-05-22  [2020-07-29]. （原始内容存档于2020-06-26）.（舞台噴粉見36分55秒，起火後亂況和救人見39分-53分，救護車塞在場外見58分）

主辦方
- 官方facebook頁，至2015年7月10日，計18,008讚，3,043留言：Color Play Asia彩色派對. . facebook. 2015-04-15  [2020-06-13]. （原始内容存档于2015-07-10）.